# Archivio di Stato di Benevento
L'Archivio di Stato di Benevento, abbreviato con l'acronimo AS-BN, è un ufficio periferico del Ministero dei beni e delle attività culturali e per il turismo, che provvede alla conservazione, fruizione, sorveglianza, promozione e valorizzazione dei documenti statali del territorio, tra cui il carteggio degli Stati preunitari, gli atti dei notai che hanno cessato l'attività da oltre un secolo, documentazione dei monasteri soppressi ed ogni altra forma di documento, anche di privati, donati o depositati nell'Archivio di Stato.

## Storia
Istituito nel 1954, trovò posto dapprima in un edificio privato del XVII secolo, che, danneggiato dal Terremoto dell'Irpinia del 1980, fu trasferito nel 1982 in uno stabile privato di via dei Mulini, completamente inadatto alla conservazione della documentazione. Nel 1996 trovò la definitiva sistemazione nel Seminario arcivescovile di Benevento, situato in pieno centro storico.

## Fondi archivistici
Tra i principali fondi archivistici dell'Archivio di Stato di Benevento si trovano:

Le pergamene, coperte provenienti in gran parte dal carteggio dei notai, che le riutilizzavano per i loro documenti. Tra esse si trovano dei frammenti biblici del libro di Daniele riutilizzate dal notaio Giovanni Antonio Benigno tra il 1552 ed il 1600, un foglio isolato della Genesi risalente al 1600, utilizzato dal notaio Giulio Cocchiglia, parti di un lezionario agiografico provenienti dagli archivi del notaio Girolamo Maiale, attivo a Benevento tra il 1540 ed il 1570, frammenti patristici e omiletici risalenti rispettivamente al 1566 ed al 1700.

Nel 1987 fu recuperato in precarie condizioni di conservazione, l'archivio del Tribunale di Benevento, comprendente documenti compresi tra il 1865, anno in cui fu istituito ed il 1982. Tale archivio comprendeva anche la documentazione della vecchia amministrazione pontificia, costituita da Assessorato legale (1830-1860), Assessorato civile (1823-1831) e Assessorato criminale (1830-1834).

Comprende inoltre la documentazione del distretto militare, relativa ai cittadini chiamati al servizio di leva nel periodo compreso tra il 1854 ed il 1985.

I primi documenti dello stato civile risalgono al 1808 e sono stati digitalizzati quelli dei nati tra il 1809 ed il 1860.

Sono conservati anche documenti catastali risalenti ai primi decenni del XIX secolo, mentre quelli più importanti provenienti da archivi privati, sono quelli delle famiglie Pedicini (XVIII secolo) e Bartoli (1718).

## Servizi
I cittadini possono usufruire di una sala studio, di una biblioteca comprendente oltre 10.000 volumi, del servizio di riproduzione, effettuare ricerche per corrispondenza ed online.